# Якшино (Серпуховский район)
Якшино — деревня в городском округе Серпухов Московской области. До упразднения в 2018 году Серпуховского района входила в состав Липицкого сельского поселения (до 29 ноября 2006 года входила в состав Липицкого сельского округа).

## Население
| 2002 | 2006 | 2010 |
| ---- | ---- | ---- |
| 30   | ↗35  | ↗39  |

## География
Якшино расположено примерно в 23 км (по шоссе) на юго-восток от Серпухова, на реке Якшинка, притоке реки Скнига (правый приток Оки), высота центра деревни над уровнем моря — 205 м.

## Современное состояние
На 2016 год в деревне зарегистрировано 4 улицы, переулок и 1 садовое товарищество. Якшино связано автобусным сообщением с райцентром и соседними населёнными пунктами (маршрут №30 Площадь Революции—Каргашино).